# Alexander Gräven

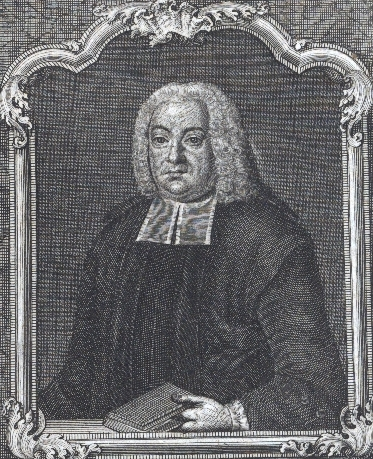
Alexander Gräven

Alexander Gräven (* 13. August 1679 in Sallgalln, Kurland; † 26. August 1746 in Mitau) war ein deutsch-baltischer lutherischer Geistlicher.

## Leben
Alexander Gräven war ein Sohn des in Sallgalln tätigen Pfarrers Christian Gräven und der Agnes, geb. Denninger. Er erhielt seinen ersten Unterricht in seinem Elternhaus und besuchte anschließend die Schulen in Bauske und Mitau. Bereits in seinem 16. Lebensjahr bezog Gräven, der sich wie sein Vater der Theologie widmete, 1695 die Universität Königsberg. Nachdem er an dieser Hochschule vier Jahre lang studiert hatte, kehrte er 1698 in seine Heimat zurück.
1699 wurde Gräven in Kurland Pfarrer bei der Kirchengemeinde von Zohden. Nachdem er 1710 in Libau eine Begrüßungsrede für den kurländischen Herzog Friedrich Wilhelm Kettler gehalten hatte, wurde er von diesem zum Hof- und Reiseprediger ernannt. Er begleitete ihn anschließend nach Sankt Petersburg, wo der Herzog sich mit der Großfürstin Anna vermählte.
Nach dem Tod seines Vaters erhielt Gräven 1711 das freigewordene Pfarramt bei der sallgallnischen Gemeinde. Ferner war er als Pfarrer auch für Annenburg zuständig. 1712 wurde er Propst und Pastor in Selburg und Sonnaxt. Ab 1717 wirkte er in Mitau als Superintendent und Oberpfarrer. Mit dem Titel eines herzoglichen Konsistorialrats erhielt er zugleich die Inspektion über das gesamte Schulwesen. Er war ein vielseitig gebildeter Mann, der auch außerhalb seines Hauptfachs, der Theologie, in anderen wissenschaftlichen Zweigen umfassende Kenntnisse besaß. 1727 ließ er ein neues lettisches Gesangbuch drucken. Um seine Gemeinde machte er sich besonders verdient durch eine 1739 von ihm besorgte verbesserte Auflage der lettischen Bibel sowie durch eine lettische Postille, die 1745 erschien. Häufig visitierte er Kirchen und beauftragte auch 1746 die Errichtung der in Mitau befindlichen Hospitalkirche. Im gleichen Jahr starb Gräven, der im August 1700 Anna Katharina Reimers geheiratet hatte, im Alter von 67 Jahren in Mitau.